# جواز سفر بريطاني (جزر العذراء البريطانية)
جواز سفر جزر العذراء البريطانية هو جواز سفر بريطاني يصدر لمواطني جزر العذراء البريطانية وهي من الأقاليم البريطانية التي وراء البحار من قبل مكتب نائب المحافظ.